# William D. Jelks
William Dorsey Jelks, född 7 november 1855 i Warrior Stand, Alabama, död 13 december 1931, var en amerikansk politiker (demokrat). Han var guvernör i Alabama 1901–1907. Han skötte guvernörsämbetet redan en kort period i december 1900 på grund av William J. Samfords sjukdom, medan viceguvernör Russell McWhortor Cunningham skötte ämbetet mellan 1904 och 1905 på grund av Jelks sjukdom. Jelks var känd för sina rasistiska åsikter och som guvernör lyckades han genomdriva lagändringar som förutom för att de begränsade de fattiga vitas rösträtt, gjorde det praktiskt taget omöjligt för svarta att rösta i Alabama.
Fadern Joseph William Jelks stupade i inbördeskriget år 1862. Jelks kom från en relativt fattig familj men lyckades studera vid Mercer College i Georgia tack vare ett stipendium. Han gjorde karriär som publicist i Eufaula, Alabama. I sina ledare låt Jelks ofta sina rasistiska åsikter träda fram; han ansåg att svarta borde förvisas från Alabama och helst ersättas med vita invandrare från Västeuropa. Han försökte att stämpla svarta män som våldtäktsmän och förespråkade lynchningar, en ståndpunkt som han senare kom att ändra då han insåg följderna av sin agitation. Han tyckte inte att svarta borde få någon utbildning, eftersom han ansåg att utbildningen förvärrar brottsligheten bland de svarta.
Jelks valdes år 1900 till talman i Alabamas senat. Alabama hade ingen viceguvernör och därför fick Jelks sköta guvernörsämbetet på grund av William J. Samfords sjukdom under dennes första veckor som guvernör i december 1900. Samford avled i ämbetet i juni 1901 och efterträddes som guvernör av Jelks. Redan under de första månaderna som guvernör styrde Jelks igenom de begränsningar av rösträtten som Samford hade planerat att verkställa. Dessutom återinrättades ämbetet av viceguvernör som beträddes år 1903 av Russell McWhortor Cunningham. Redan följande år fick viceguvernören ta över Jelks maktbefogenheter för en period som varade från april 1904 till mars 1905. Jelks återhämtade sig från sin sjukdom och tjänstgjorde som guvernör fram till år 1907 då han efterträddes av B.B. Comer.